# Klaus Verscheure
Klaus Verscheure (Kortrijk, 8 april 1968) is een Belgisch regisseur voor film en televisie, en actief als beeldend kunstenaar.

## Biografie
In 1986 begon hij met een opleiding animatiefilm (RITCS). In juni 1989 studeerde hij af met de film "‘l Entrée de l’hiérophante", gemaakt op muziek van Blaine L. Reininger (Tuxedomoon).
Na zijn legerdienst belandde hij via een tentoonstelling van zijn schilderijen op een vreemde manier in het textielmilieu. Aanvankelijk moest dit West-Vlaamse gilde niets van Verscheure weten, maar uiteindelijk kreeg hij toch een kans omdat hij gesteund werd door een van de belangrijkste Vlaamse textielontwerpers: Mark Vanhoe.
Zijn ontwerpen leidden tot een reeks gordijnstoffen voor IKEA, en een collectie tapijten voor Domo. Na een jaar doorgebracht te hebben tussen stoffen en garens richtte Verscheure zich op een carrière als televisieregisseur. In 1991 ging hij werken in de beeldsector. IDtv-Brussel en later MCS zijn tussenstappen. Mei ’95 werd nam hij het besluit om als freelance regisseur aan de slag te gaan.
De laatste jaren is hij naast tv ook veel bezig geweest met pub/commercials, corporate films en videoclips.

## Filmografie

### Film
- Vincent Van Gogh at the Borinage: docudrama uit 2001 van 52 minuten
- Tot Ziens!, een korte film uit 2007 met Karlijn Sileghem en Julie De Brandt over het afscheid tussen een kind en zijn moeder. Camerawerk werd gedaan door Danny Elsen, de animatie door Michel Druart, de setfotografie werd verzorgd door Stephan Vanfleteren en Stuart A. Staples en David Boulter van de legendarische Britse groep Tindersticks componeerden de soundtrack voor deze kortfilm. De film verscheen in oktober 2008 als kinderboek bij Davidsfonds/Infodok

### Festivals
- Goldfest Houston International Film Festival, wint er een Bronze Remy Award
- Washougal International Film Festival
- Swansea Bay International Film Festival, nominatie Best Short
- Heart of England International Film Festival
- Galway International Film Festival, nominatie Best Short
- South Africa International Film Festival
- Los Angeles British International Film Festival
- Puhket Thailand International Film Festival

### Televisie
- De zoon van Artan, jeugdreeks voor Ketnet en TROS
- Mega Mindy, kinderreeks voor Ketnet en TROS
- Aspe, dramareeks voor VTM
- BOOH!, kinderreeks voor VTM
- Wittekerke, dramareeks voorVTM
- De Pietenbende van Sinterklaas, kinderreeks voor VTM
- Familie, soap voor VTM
- Het Huis Anubis, jeugdreeks voor Nickelodeon